# Scikit-image
Scikit-image est une bibliothèque libre de traitement d'images en Python.